# Jennifer Kessy
Jennifer Anne Kessy (San Clemente, 31 de julio de 1977) es una deportista estadounidense que compitió en voleibol, en la modalidad de playa.
Participó en los Juegos Olímpicos de Londres 2012, obteniendo la medalla de plata en el torneo femenino (haciendo pareja con April Ross). Ganó una medalla de oro en el Campeonato Mundial de Vóley Playa de 2009.

## Palmarés internacional
| Juegos Olímpicos   | Juegos Olímpicos      | Juegos Olímpicos | Juegos Olímpicos |
| Año                | Lugar                 | Medalla          | Pareja           |
| ------------------ | --------------------- | ---------------- | ---------------- |
| 2012               | Londres (Reino Unido) | Medalla de plata | April Ross       |
| Campeonato Mundial |                       |                  |                  |
| Año                | Lugar                 | Medalla          | Pareja           |
| 2009               | Stavanger (Noruega)   | Medalla de oro   | April Ross       |